# Electrify America
Electrify America (Eigenschreibweise teilweise auch electrify america) ist ein 2017 gegründetes US-amerikanisches Unternehmen, dessen Ziel der Aufbau eines Ladesäulennetzwerkes für Elektroautos in den USA über einen Zeitraum von zehn Jahren ist. Seine Gründung ging auf den Diesel-Skandal von Volkswagen zurück. In einem Vergleich verpflichtete sich VW, insgesamt zwei Milliarden US-Dollar zu investieren, davon 800 Millionen Dollar allein in Kalifornien. Insgesamt sollten an fast 500 Standorten 2000 Ladepunkte entstehen, Stand April 2025 waren es über 4400 Ladepunkte an über 1000 Standorten.
2018 gründeten Electrify America und Volkswagen Group Canada das Unternehmen Electrify Canada, um ab 2019 in Kanada Ladestationen zu betreiben.

## Terminierung und Organisation
Der Aufbau des Netzes erfolgt in vier jeweils 30 Monate dauernden Phasen (Cycles). In der ersten Phase (Januar 2017 bis Juni 2019) stand der betriebswirtschaftliche Aufbau des Unternehmens sowie Öffentlichkeitsarbeit im Fokus. In den folgenden drei Phasen können Kunden und Bürger sowie staatliche Institutionen Vorschläge für die Optimierung und den weiteren Ausbau des Netzes machen. Diese waren Stand Dezember 2018 und mit Blick auf die zweite Phase: 1. Bestimmte Orte für Ladestationen, 2. Lieferantenbeteiligungen, 3. Hinweise auf Veranstaltungen, deren Teilnahme seitens Electrify America berücksichtigt werden sollte. In der letzten Ausbaustufe soll das Netzwerk größer sein als das Supercharger-Netzwerk von Tesla. Bisher beschränken sich die Pläne auf die Lower 48, Alaska und Hawaii sind also vorerst ausgenommen. Im April 2018 wurde bekannt, dass in einer Kooperation mit Walmart über 100 Supermärkte in 34 US-Staaten mit jeweils vier bis 10 Ladepunkten von Electrify America ausgestattet werden sollen, davon 80 % an Highways. Im Juni 2019 gaben Chargepoint und Electrify America eine Erklärung ab, die ihren Kunden das Laden ihrer Fahrzeuge an den Ladesäulen des jeweils anderen Anbieters mit bestehenden Anmeldedaten ermöglichen soll (Roaming-Abkommen). Die Gesamtzahl der Ladepunkte beider Anbieter lag zum Zeitpunkt der Erklärung bei 30.000.

## Technische Details
Die Ladesäulen waren anfangs ausschließlich mit nicht-proprietären Ladesteckern (SAE J1772, CHAdeMO, CCS) ausgestattet und ermöglichten 50 bis 350 kW Ladeleistung. Über eine eigene App erfolgt die Abrechnung. Zusätzlich zu einem Basispreis von einem Dollar pro Ladevorgang wurden zwischen 30 und 35 US-Cent pro Minute erhoben, im Falle des Blockierens einer Ladestation ggf. 40 Cent/Minute. Alle CCS-Säulen waren für die Abrechnung nach ISO 15118 (Plug and Charge) vorbereitet.
Die Ladesäulen stehen prinzipiell für Fahrzeuge aller Marken zur Verfügung. Im September 2018 gab Audi USA bekannt, dass Käufer ihres elektrischen SUV e-tron 1.000 kWh Guthaben bei Electrify America erhalten, welches nach vier Jahren verfällt. Kurz darauf erklärte Lucid Motors, dass eine offizielle Kooperation mit Electrify America bestehe – ohne jedoch weitere Details zu nennen. Nachdem ab Frühjahr 2023 sukzessiv diverse Autohersteller ankündigten, in Zukunft auch den von Tesla entwickelten NACS nutzen zu wollen, kündigte Ende Juni auch Electrify America an, seine Säulen in Zukunft zusätzlich damit ausrüsten zu wollen.